# Škoda Rapid

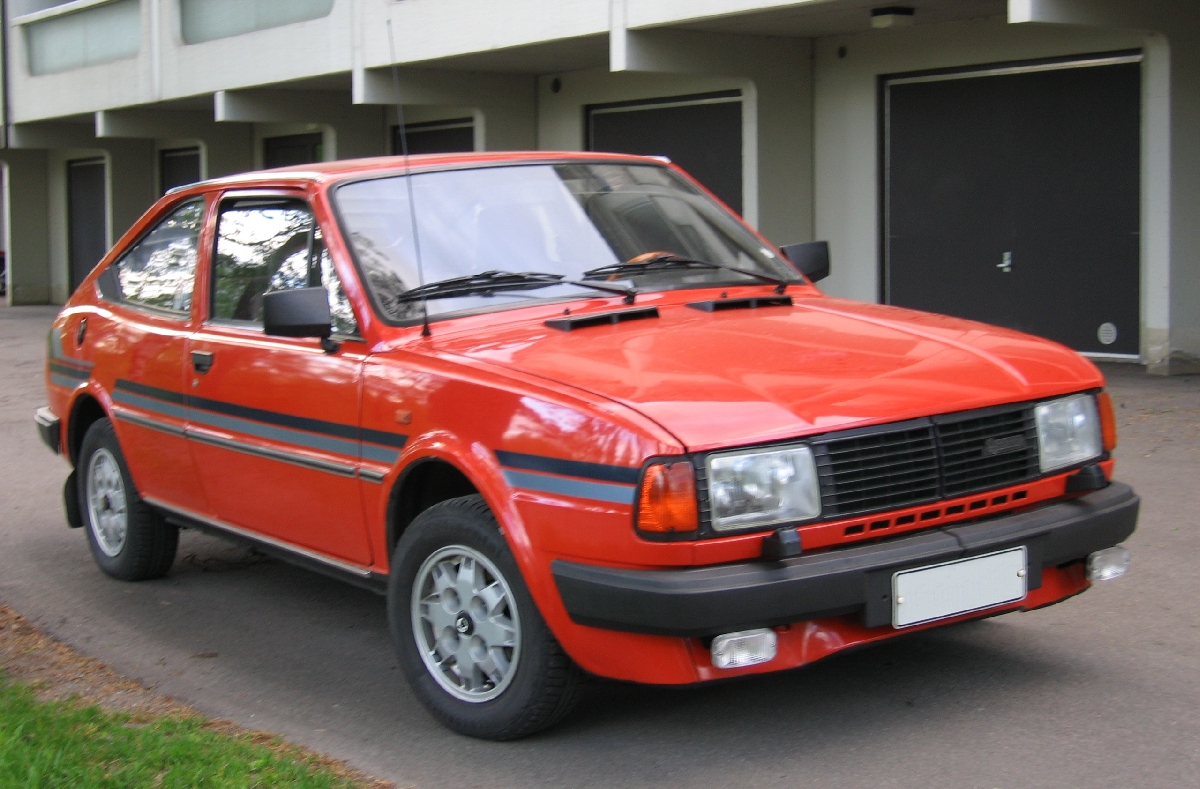
Tussen 1984 en 1990 werd de naam Rapid gebruikt voor een coupé met de motor achterin

De Škoda Rapid is een personenauto van de Tsjechische autofabrikant Škoda.
De naam Rapid werd voor het eerst gebruikt van 1934 tot 1947 en werd opnieuw gekozen in 1984 bij de opvolger van de Škoda Garde. In 2011 werd de modelnaam opnieuw ingevoerd voor een in India gebouwde compacte middenklasser die alleen in ontwikkelingslanden en opkomende markten verkrijgbaar is. In 2012 kwam de naam weer naar Europa met een andere compacte middenklasser.

## Model 1934-1935

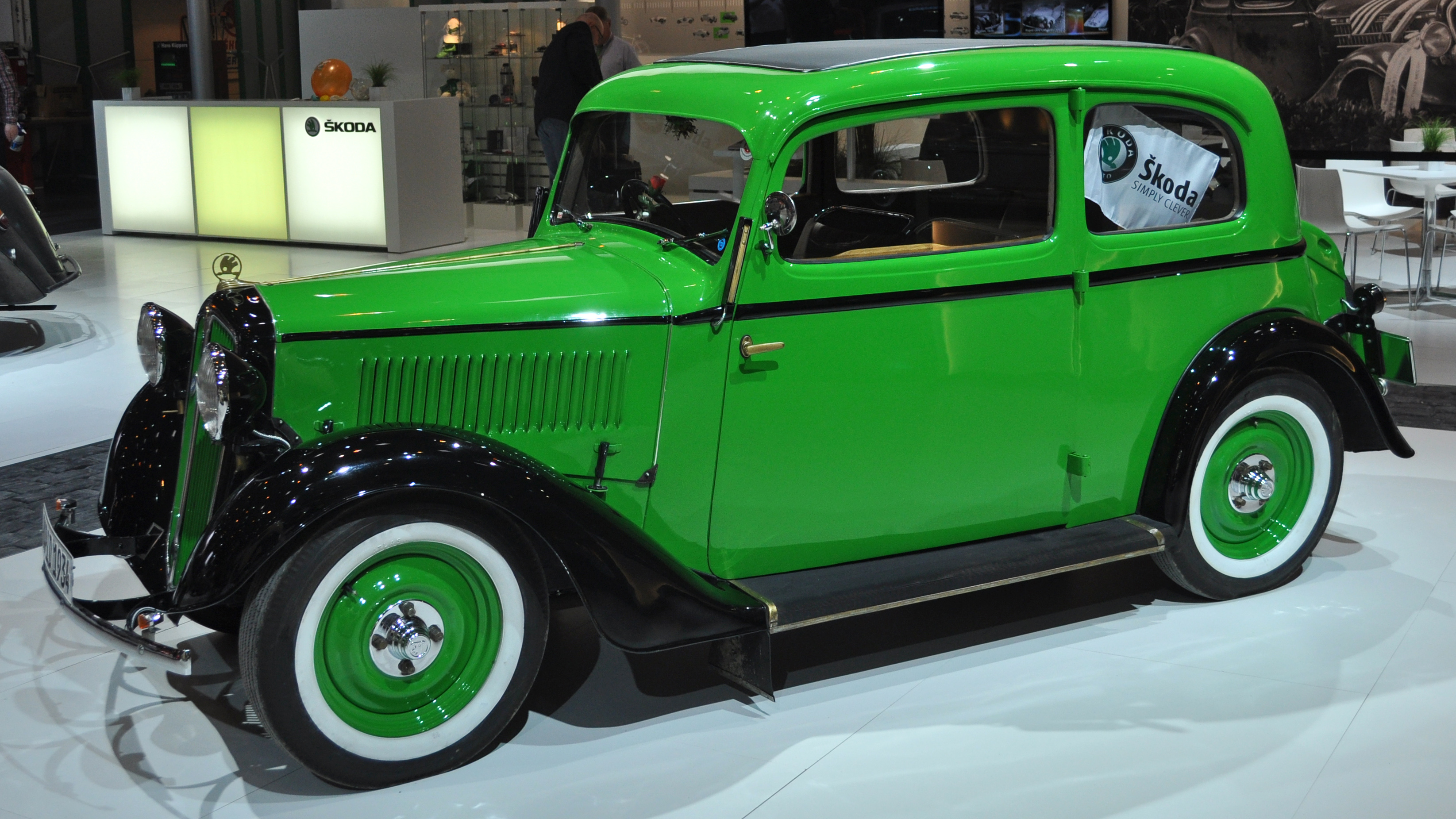
Rapid (1934)

Škoda introduceerde in de jaren dertig een nieuwe lijn auto's die aanzienlijk verschilde van de vorige producten. Een nieuw chassisontwerp met ruggengraatbuis en rondom onafhankelijke wielophanging was ontwikkeld onder leiding van hoofdingenieur Vladimír Matous en afgeleid van de eerder door Hans Ledwinka bij Tatra geïntroduceerde uitvoering.
Dit chassis werd voor het eerst gebruikt bij het model Škoda 420 Standard in 1933 en was bedacht om het probleem van onvoldoende torsiestijfheid van het ladderchassis op te lossen.
De 420 Standard werd gepresenteerd in 1933 als een tweedeurs sedan, Roadster en driedeurs stationcar. De watergekoelde viercilinder viertakt zijklepmotor had een cilinderinhoud van 995 cc en een vermogen van 20 pk (15 kW).
In 1934 werd het model 420 Rapid toegevoegd, met een grotere 1195 cc motor die 26 pk (19 kW) leverde. De topsnelheid was 90 km/u. Dit model werd ook verkocht als de Škoda 421. Hij werd geproduceerd in 1934 en 1935 als sedan en cabriolet. Er werden 480 stuks geproduceerd.

## Model 1935-1947

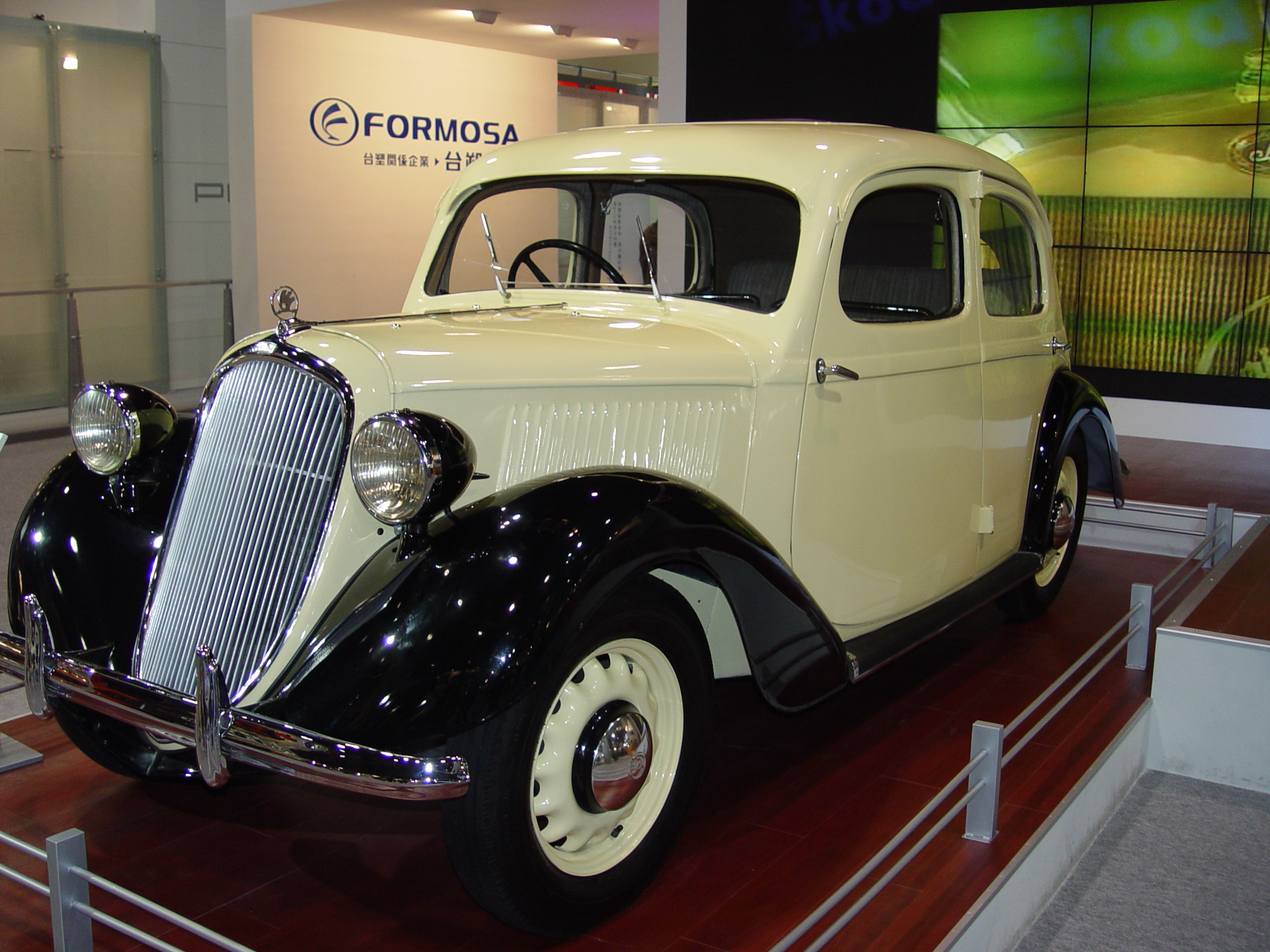
Rapid (1935)

Het nieuwe chassisontwerp werd de basis voor de modellen Popular (845-1089 cc), Rapid (1165-1766 cc), Favorit (1802-2091 cc) en Superb (2,5-4 liter). Terwijl Škoda in 1933 nog een aandeel van 14% op de Tsjechoslowaakse automarkt had en daarmee op de derde plaats kwam na Praga en Tatra, maakte de nieuwe lijn het merk marktleider vanaf 1936, met 39% marktaandeel in 1938.
De van 1935 tot 1938 geproduceerde Rapid (type 901 of 914) was leverbaar als een tweedeurs of vierdeurs sedan, stationwagen of cabriolet. Hij werd gelanceerd in 1935 met een viercilinder 1165 cc, 26 pk (19 kW) zijklepmotor. In 1936 kreeg de Rapid een 1766 cc, 31 pk (23 kW) zijklepmotor.
De Rapid Six (type 910) was een gestroomlijnde sportcoupé. In 1935 werden drie stuks gebouwd. De auto was uitgerust met viercilinder zijklepmotor met een volume van 1961 cc en een vermogen van 36,8 kW. De topsnelheid was 140 km/u.
De Rapid kreeg in 1938 een nieuw ontwerp en er werd een nieuwe kopklepmotor ingevoerd met 1558 cc en een vermogen van 42 pk (31 kW). Daarmee ontstond de Rapid OHV (type 922). De 1100 kg zware auto bereikte 110 km/u. Er zijn in totaal (1938-1947) 1800 stuks geproduceerd. Van de sportversie (type 939R) werden vier stuks gemaakt.
De Rapid 2200 (type 935) is geproduceerd in 1941 en 1942 als opvolger van de Rapid Six. De motor had een inhoud van 2199 cc en leverde 44 kW. De maximale snelheid was 120 km/u. De fabriek produceerde 34 stuks.
De Rapid werd in de jaren 1946 en 1947 nog beperkt geproduceerd. Slechts twintig auto's werden gemaakt, voorzien van een zescilinder lijnmotor.

## Model 1984-1990
|  |  |

De naam Rapid werd opnieuw gebruikt van 1984-1990 voor een coupé met heckmotor, gebouwd in de Škoda-fabriek in Kvasiny en BAZ in Bratislava. De interne numerieke aanduidingen van Škoda waren 743 (voor types Garde, Rapid en Rapid 130) en Škoda 747 (types Rapid 135 en Rapid 136).
De Škoda Garde werd gebouwd tussen 1981 en 1984 en was afgeleid van de vierdeurs sedan-modellen (interne naam Škoda 742) maar verschilde aanzienlijk qua vorm. Het voorste deel van de wagen was hetzelfde maar de voorruit stond onder een steilere hoek en het dak liep schuin af richting de achtersteven. Verder had deze uitvoering twee deuren in plaats van vier. Deze auto verving de Škoda 110 R, waarvan de productie in 1980 werd gestaakt en totaal 44.634 eenheden werden vervaardigd.
De officiële presentatie van de Škoda Garde voor het publiek werd gehouden op de Technische tentoonstelling in Brno in oktober 1981. De motor had een inhoud van 1174 cc, leverde 43 kW (55 pk) en de auto had een vierversnellingsbak en schijfremmen voor, in overeenstemming met het type Škoda 120 LS. In 1982 werden 2.854 auto's geproduceerd en een jaar later 3.856 auto's.
De productie van de Garde eindigde in 1984 toen hij werd vervangen door de Rapid. In 1984/85 werden alle modellen ingrijpende herzien, inclusief een breder spoor (voor + 70 mm, achter + 60 mm), een zachtere afstelling van de wielophanging en uitgebreide optisch retouches (voor-, achter- en spatbordontwerp). Er werden tal van veranderingen aangebracht om de auto aan te passen aan de geldende ECE-aanbevelingen. Aanzienlijk groter werd het kunststofaandeel, bijvoorbeeld bij de bumpers en in het interieur. De Rapid 130 was de eerste Škoda met een vijfversnellingsbak, die later ook het topmodel Škoda 130 kreeg. Sinds 1987 werden nieuw ontwikkelde cilinderkoppen voor ongelode benzine gebruikt.
De Nederlandse Škoda-importeur De Binckhorst Auto & Motor Import in Voorschoten bood de 130 R Coupé per 1 oktober 1987 aan voor 14.995 gulden (inclusief BTW).

### Uitvoeringen
De Rapid (120) was motorisch identiek aan de Garde, maar werd gemoderniseerd (net als de sedan-modellen) door een grotere spoorbreedte, modernere carrosserie en vergrote wielkasten. Van augustus 1984 tot juli 1986 werden 12.109 stuks geproduceerd.
De Rapid 130 is afgeleid van de Škoda 130 L en had (ten opzichte van de 120) een vijfversnellingsbak en een 1289 cc motor met 58 pk (43 kW) en een topsnelheid van 153 km/u. Van de Rapid 130 werden 10.285 stuks geproduceerd van augustus 1984 tot juli 1988.
De Rapid 135 is afgeleid van de Škoda 135 GL. Hij had in principe dezelfde motor als de Škoda Favorit met een vermogen van 58 pk (43 kW), door een lagere compressieverhouding was hij geschikt voor RON 91-brandstof. De productie eindigde in augustus 1990 met een totaal van 1.272 stuks Rapid 135.
De Rapid 136 is afgeleid van de Škoda 136 GL. Hij had in principe dezelfde motor als de Škoda Favorit maar een vermogen van 62 pk (46 kW) door een hogere compressieverhouding en was geschikt voor Euro 95-brandstof. De productie eindigde in augustus 1990 met een totaal van 9708 stuks Rapid 136
Hoewel de Škoda sedans in heel West-Europa een matige reputatie hadden qua kwaliteit en wegligging, brak de Rapid met deze trend en werd "Porsche voor de arme man" genoemd nadat het Engelse Autocar and Motor magazine opmerkte dat de Škoda Rapid "stuurt als een Porsche". Ludgate Designs in Kent, Verenigd Koninkrijk, bouwde de Rapid om tot Convertible.
Nu deze Rapid-modellen zeldzamer worden, beginnen ze meer gewaardeerd te worden door de klassieke autoliefhebbers.

## Model 2011 (India)

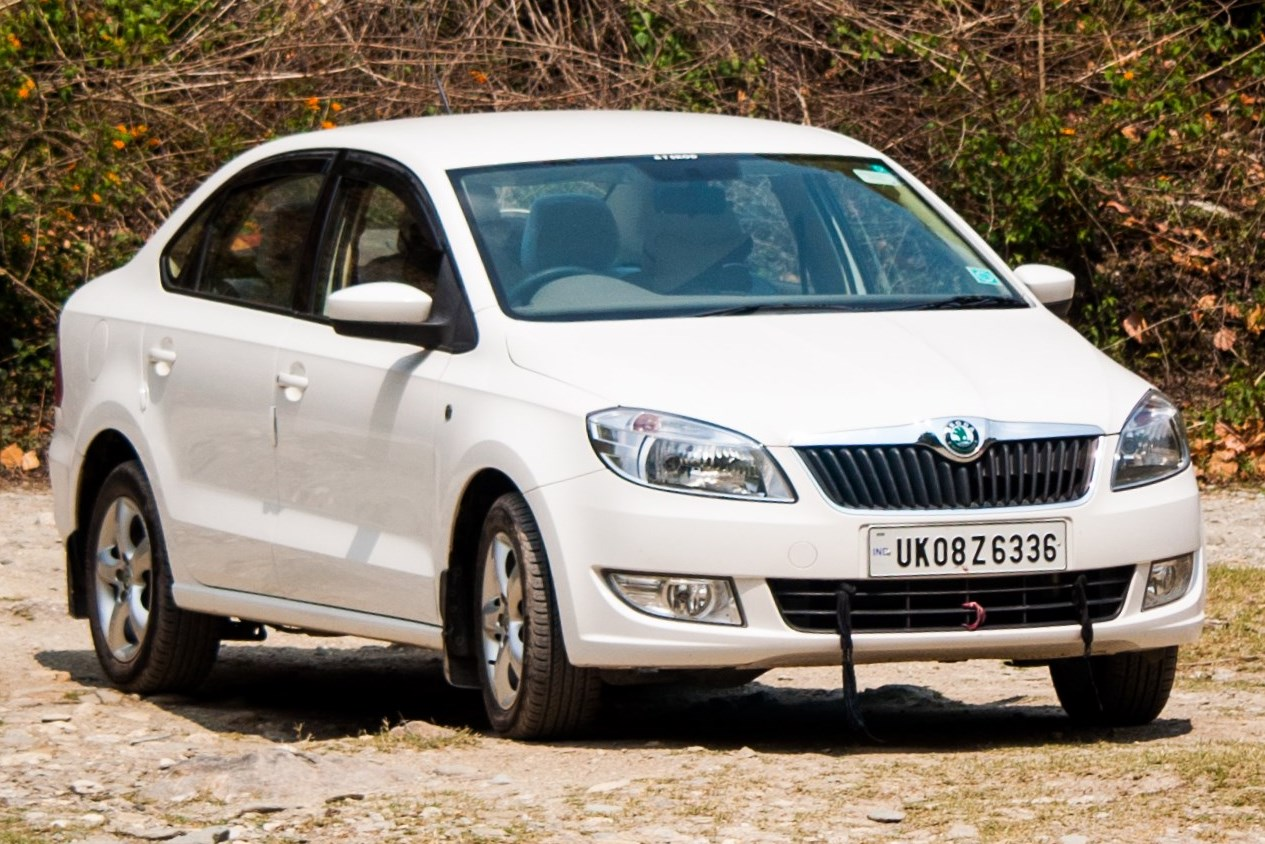
Rapid 2011 (India)

In de Škoda-VW-fabriek in Chakan, India, wordt sinds 2011 een Rapid gebouwd die geen overeenkomsten heeft met het sinds 2012 in Europa (en Rusland en China) verkrijgbare model maar gelijk is aan de Indiase Volkswagen Vento. Deze Rapid is in feite een sedanuitvoering van de Volkswagen Polo V (6R) met het front van de tweede generatie Škoda Fabia.
Het Indiase Rapid-model verschilt op verschillende details van de Europese versie. Afgezien van het eenvoudiger model beschikt de auto vanwege de vaak slechte wegen over een hogere bodemvrijheid en een zachtere afstelling van de ophanging. Het interieur is eenvoudiger, verschillende typische Europese uitrustingsdetails zijn niet beschikbaar. De Rapid is in India een populaire sedan.
Škoda introduceerde in november 2016 een nieuwe Rapid op de Indiase automarkt. De bijgewerkte Indiase Rapid is vooral herkenbaar een nieuw front (van de derde generatie Fabia) dat aansluit bij de nieuwe designtaal van Skoda. Op motorenvlak heeft de Indiase consument keuze uit een 105 pk sterke 1.6 MPI benzinemotor of een 110 pk sterke 1.5 TDI.
In het najaar van 2021 werd de Škoda Slavia gepresenteerd. Deze van de Volkswagen Virtus afgeleide sedan is speciaal voor de Indiase markt ontwikkeld om daar de Rapid te vervangen.

## Model 2012
Met dit model werd een nieuwe designtaal van het merk Škoda geïntroduceerd. Het bijna productierijpe studiemodel Mission L kon al op de IAA 2011 bezichtigd worden. De auto vult het gat tussen de Fabia en Octavia.
De Rapid wordt samen met de identieke Seat Toledo in de Škodafabriek in Mladá Boleslav gebouwd. De auto wordt voor de Chinese markt gebouwd in de fabrieken van Shanghai-Volkswagen. De Rapid is net als de Roomster gebaseerd op verscheidene platformsegmenten uit het VW-concern.

### Uitvoeringen

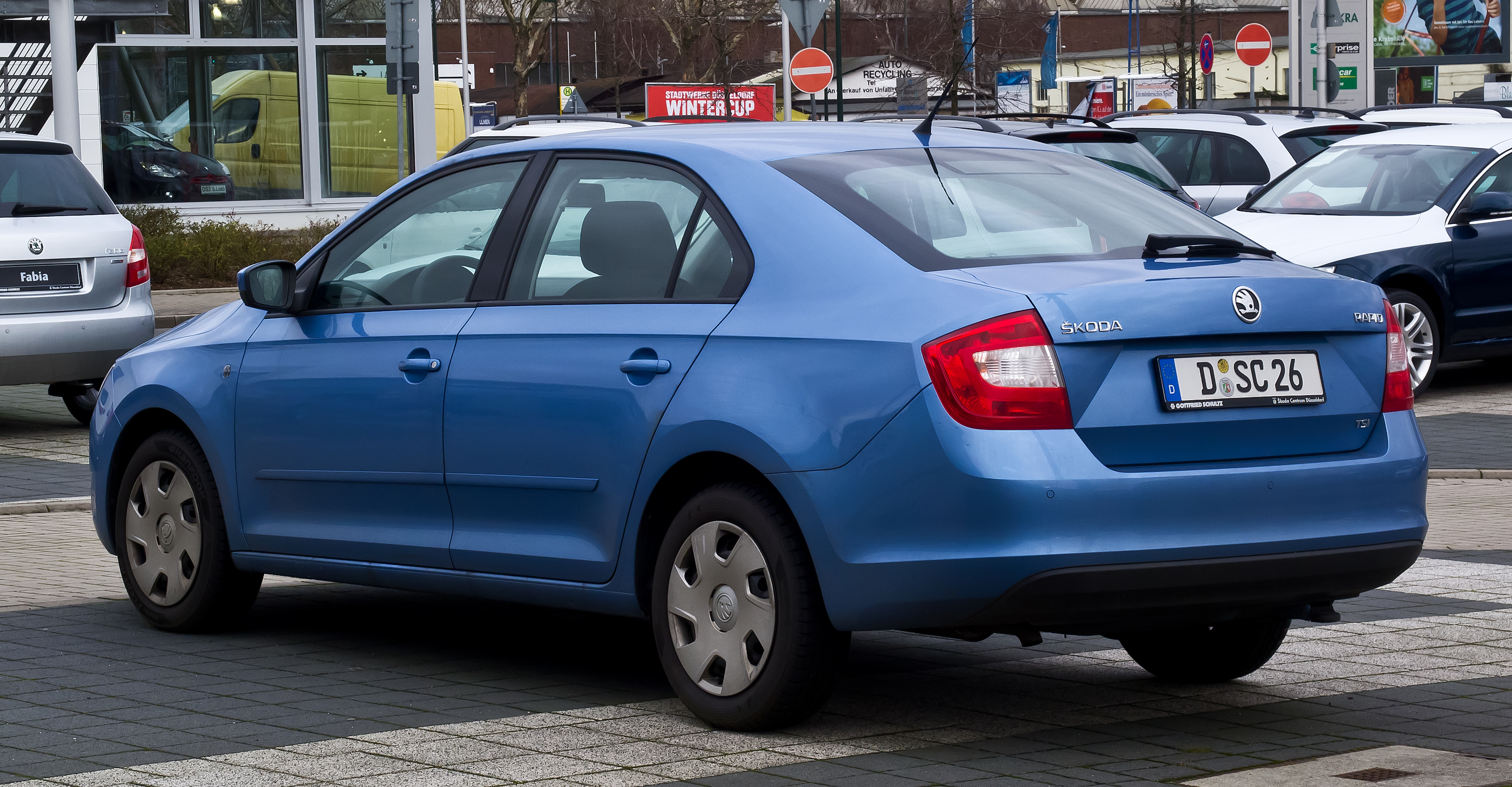
Rapid (2012)

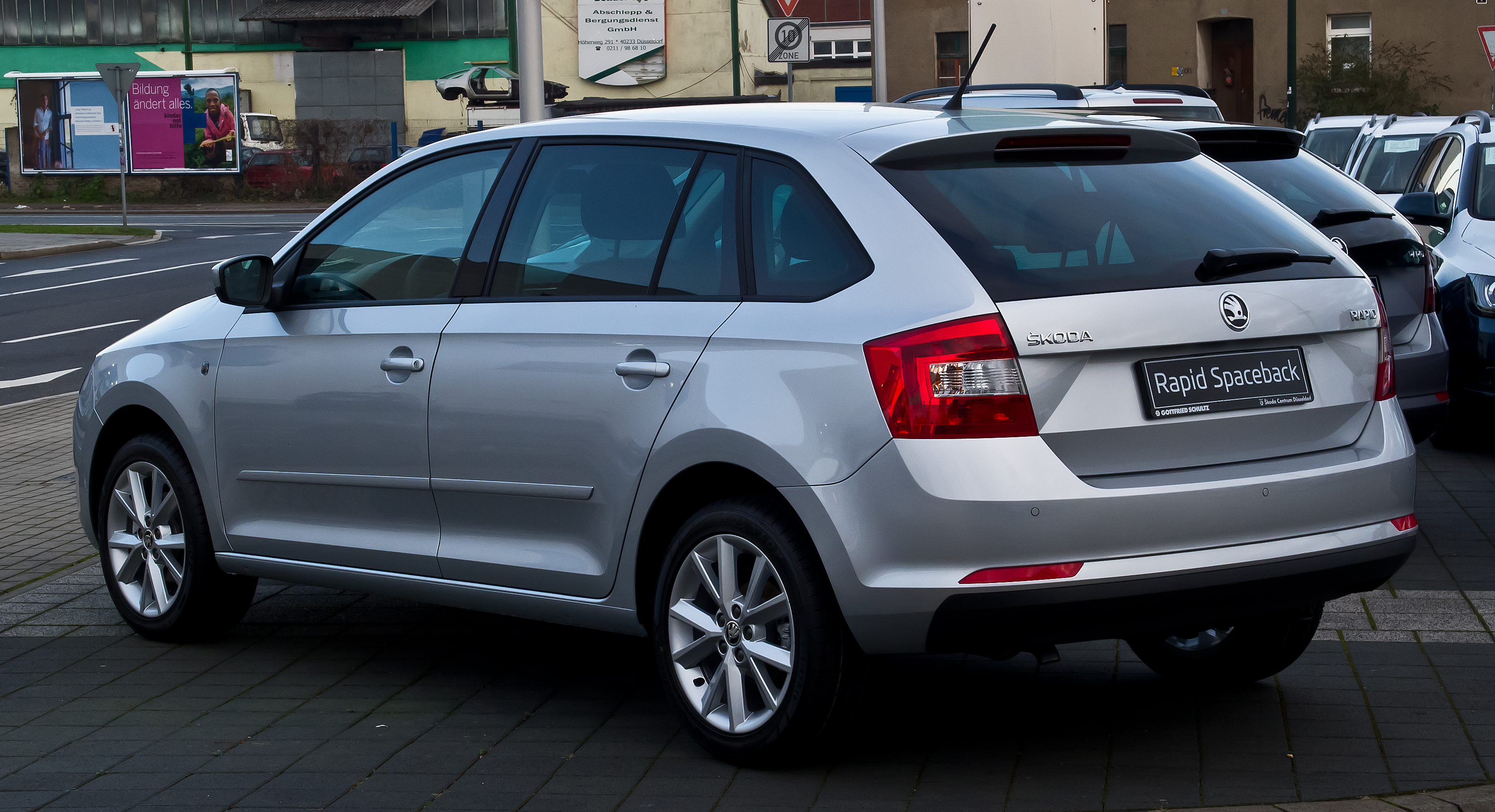
Rapid Spaceback (sinds 2013)

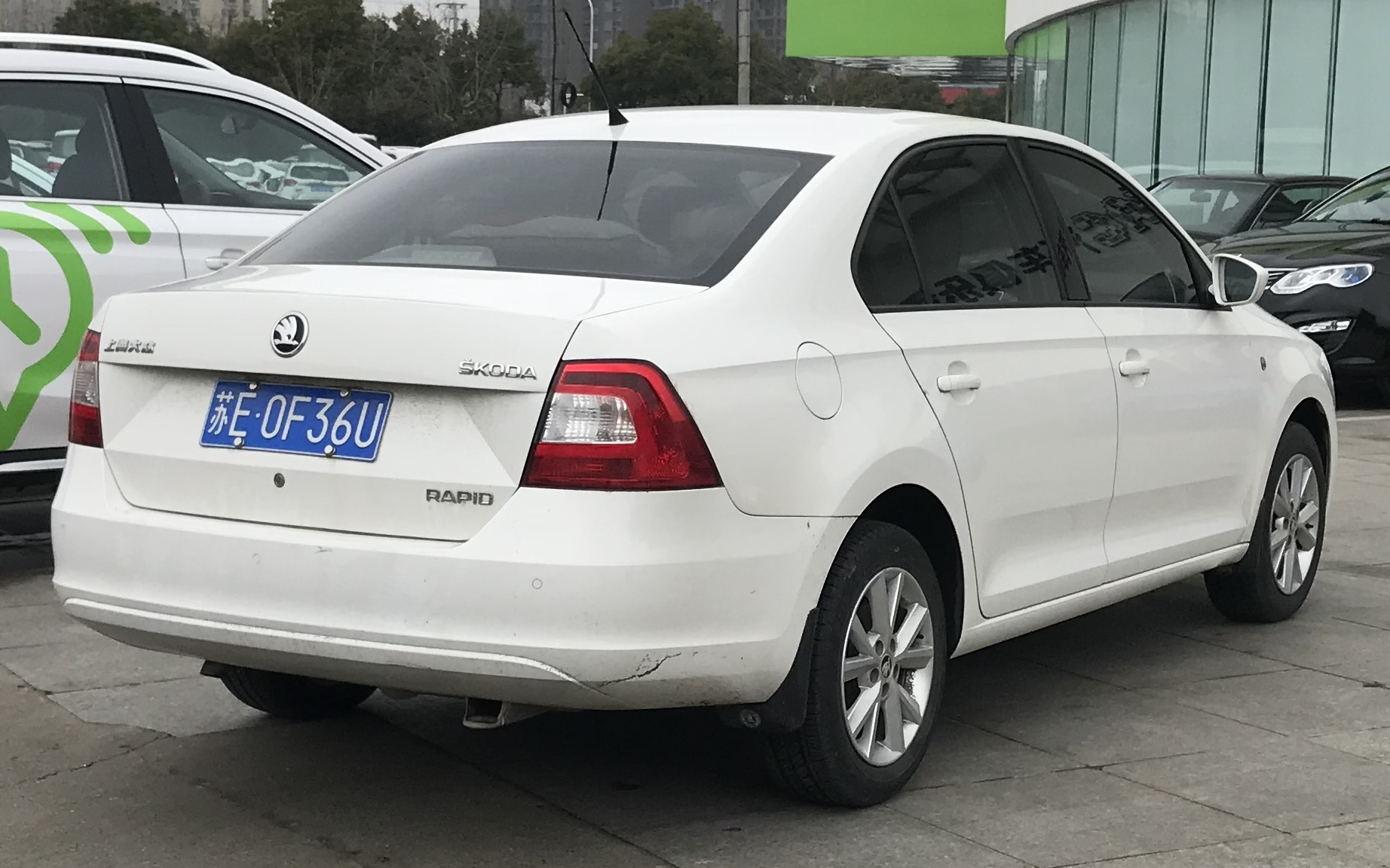
Rapid sedan (China)

De Rapid wordt sinds 2012 als liftback met grote achterklep en sinds 2013 in een kortere versie met steile achterkant als Rapid Spaceback aangeboden. Het motorenaanbod is voor beide versies gelijk, alleen de kleinste motor met 55 kW wordt voor de Rapid Spaceback niet aangeboden.
De basisuitrusting omvat onder andere zes airbags, ABS en ESP, centrale deurvergrendeling, stuurbekrachtiging, in hoogte verstelbaar stuur en elektrische ramen voor. Het model wordt verkocht in drie uitvoeringen: Active, Comfort, Ambition en Elegance. De laatste drie uitrustingsvarianten hebben ook airconditioning, de Ambition en Elegance hebben cruise control. Voor de zakelijke markt is een Businessline-pakket samengesteld, dat onder meer een navigatiesysteem omvat. Voor de Rapid Spaceback is tegen meerprijs een panoramisch glazen dak met verlengde achterruit verkrijgbaar.
Voor de Chinese markt werd een vierdeurs uitvoering van de Rapid ontwikkeld, die daar ook verkocht wordt als Volkswagen Santana (ook wel New Santana) en de daarvan afgeleide Jetta Night. Ook de Rapid Spaceback is in China als VW leverbaar en heet dan Gran Santana.

### Facelift 2017
In maart 2017 werd op de autosalon van Genève een opgefriste Rapid gepresenteerd. Naast de twee nieuwe 1-liter driecilindermotoren (95 of 110 pk), die de 1.2-liter motoren vervangen, was ook het ontwerp licht herzien. Een aangepaste voorzijde met nieuwe bi-xenonlampen met led-dagrijverlichting en een chroomstrip in de bumper (vanaf uitrustingsniveau Style) waren de meest opvallende wijzigingen. Lichtassistentie (een systeem dat automatisch de koplampen inschakelt wanneer dat nodig is), infotainmentsystemen met internettoegang en online services zijn sinds de facelift ook in de Rapid beschikbaar. De facelift werd zowel op de Rapid Spaceback als de liftback doorgevoerd, maar de reguliere Rapid was reeds eerder van de Nederlandse prijslijsten gehaald.
Begin 2019 werd de Škoda Scala geïntroduceerd als vervanger van de Rapid. Met net iets meer dan 7.000 verkochte Nederlandse exemplaren werd de Rapid nooit het gewenste verkoopsucces. Qua verhoudingen werd de Rapid beoordeeld als vreemd gestyleerd: langer dan de Fabia maar tegelijk ook smaller. De auto lijkt voor niet-Westerse markten ontworpen is en bleef in Rusland bijvoorbeeld leverbaar.

### Motoren
Benzine
| Type    | Motor     | Motor     | Motor   | Vermogen     | Koppel | Jaartal     |
| Type    | Inhoud    | Cilinders | Kleppen | Vermogen     | Koppel | Jaartal     |
| ------- | --------- | --------- | ------- | ------------ | ------ | ----------- |
| 1.2     | 1.198 cm³ | 3-in-lijn | 12V     | 55 kW/75 pk  | 112 Nm | 2013 - 2015 |
| 1.2 TSI | 1.197 cm³ | 4-in-lijn | 8V      | 63 kW/86 pk  | 160 Nm | 2013 - 2015 |
| 1.2 TSI | 1.197 cm³ | 4-in-lijn | 8V      | 66 kW/90 pk  | 160 Nm | 2015 - 2017 |
| 1.0 TSI | 999 cm³   | 3-in-lijn | 12V     | 70 kW/95 pk  | 160 Nm | 2017 - 2019 |
| 1.2 TSI | 1.197 cm³ | 4-in-lijn | 8V      | 77 kW/105 pk | 175 Nm | 2013 - 2015 |
| 1.2 TSI | 1.197 cm³ | 4-in-lijn | 8V      | 81 kW/110 pk | 175 Nm | 2015 - 2017 |
| 1.0 TSI | 999 cm³   | 3-in-lijn | 12V     | 81 kW/110 pk | 200 Nm | 2017 - 2019 |
| 1.4 TSI | 1.390 cm³ | 4-in-lijn | 16V     | 90 kW/122 pk | 200 Nm | 2013 - 2015 |
| 1.4 TSI | 1.390 cm³ | 4-in-lijn | 16V     | 92 kW/125 pk | 200 Nm | 2015 - 2016 |

Diesel
| Type    | Motor     | Motor     | Motor   | Vermogen     | Koppel | Jaartal     |
| Type    | Inhoud    | Cilinders | Kleppen | Vermogen     | Koppel | Jaartal     |
| ------- | --------- | --------- | ------- | ------------ | ------ | ----------- |
| 1.4 TDI | 1.422 cm³ | 3-in-lijn | 12V     | 66 kW/90 pk  | 230 Nm | 2015 - 2018 |
| 1.6 TDI | 1.598 cm³ | 4-in-lijn | 16V     | 66 kW/90 pk  | 230 Nm | 2014 - 2015 |
| 1.6 TDI | 1.598 cm³ | 4-in-lijn | 16V     | 77 kW/105 pk | 250 Nm | 2013 - 2015 |
| 1.6 TDI | 1.598 cm³ | 4-in-lijn | 16V     | 85 kW/116 pk | 250 Nm | 2015 - 2016 |